# RS Tera
L'RS Tera è una barca a vela da regata, la cui classe è riconosciuta dalla International Sailing Federation .